# Хокејашки савез Северне Македоније
Хокејашки савез Северне Македоније (мкд. Хокеј федерација на Северна Македонија) кровна је спортска организација задужена за хокеј на леду и инлајн хокеј на подручју Северне Македоније.
Савез је придружени члан Светске хокејашке федерације од 4. октобра 2001. године. 

## Историјат хокеја у Македонији
Хокеј на леду у Скопљу почиње да се игра педесетих година 20. века превасходно захваљујући локалним студентима, који су се школовали у Чехословачкој где је овај спорт био веома популаран. У то време основан је и аматерски клуб ХК Скопље који је своје такмичарске утакмице играо на леду СЦ Ташмајдан у Београду. Прва ледена површина за хокеј у Скопљу отворена је 1969. када је град организовао светско првенство групе Ц.
Годину дана касније 1970, основан је и ХК Вардар који је поред сениорске оформио и омладинску селекцију (први у земљи). Оба секције су се такмичиле у другој савезној лиги Југославије. Омладинска екипа Вардара је током осамдесетих година 20. века у два наврата такмичење завршавала у врху табеле (једно друго и једно 4. место). Сениорска екипа је 1986. успела да освоји титулу у другој лиги и да се квалификује за прву лигу за наредну сезону, али тамо нису и заиграли због процедуралних грешака у регистрацији играча. ХК Скопље је био члан прве савезне лиге од 1987. до 1992. (и распада СФРЈ). 
Након распада Југославије хокејашки спорт у Македонији замире, а такво стање трајало је наредних неколико година док није основан национални хокејашки савез који је 4. октобра 2001. постао придруженим чланом ИИХФ-а.
Услов за учешће сениорске репрезентације у међународним такмичењима је постојање лигашког клупског такмичења у земљи уз минимално учешће 4 клуба (поред Вардара и Скопља ту су још и ХК Металург и ХК Ипсилон). Планирано је да лига на нивоу главног града почне у сезони 2014/15. Сениорска репрезентација за сада игра само међународне утакмице, док репрезентација у инлајн хокеју учествује на међународним такмичењима.

## Савез у бројкама
Према подацима ИИХФ-а (из 2013) на територији Републике Македоније регистровано је укупно 126 играча. Не постоји нити један лиценцирани судија за овај спорт у земљи. У земљи постоје и један затворени и 4 отворена терена за хокеј на леду. 